# Cristobal Tapia de Veer
Juan Cristobal Tapia de Veer (Santiago de Xile, 19 d'octubre de 1973), també conegut com a Cristo, és un compositor, arranjador, productor i multi-instrumentista de cinema i televisió canadenc d'origen xilè, amb seu a Mont-real, Quebec. És conegut sobretot per la seva música a la sèrie de televisió britànica Utopia, per la qual va guanyar el premi de la Royal Television Society en la categoria millor banda sonora original el 2013, així com a l'aclamada National Treasure de Channel 4, que li va valer el BAFTA el 2017.

## Primers anys
Cristobal de Veer va néixer durant el cop d'estat de l'11 de setembre de 1973 a Xile. Els seus pares van fugir primer a París. Mentre el seu pare decidia quedar-se a França, la seva mare el va portar a Xile. A Xile, la seva mare es va refugiar a casa de la seva cunyada amb els cosins de Cristóbal. L'avi de Cristóbal es va adonar que la seva mare estava sent buscada per les seves conviccions polítiques i li va comprar bitllets d'avió per ella i Cristobal al Canadà.

## Carrera
De Veer va obtenir un màster en música clàssica (especialitzat en percussió) pel Conservatori de Música del Quebec. El 2001 va signar per Warner Music amb el seu grup de pop One Ton, deixant de banda la seva carrera clàssica. El trio va guanyar el Canadian Dance Music Award (SOCAN) el 2003 amb el single d'electro-dance "Supersex World". De Veer va produir l'àlbum.

## Bandes sonores de cinema i televisió
El 2011, la música de De Veer per al drama victorià de quatre parts The Crimson Petal and the White (dirigida per Marc Munden, BBC2) va ser ben rebuda per la crítica. Matthew Gilbert, de The Boston Globe, va dir: "La banda sonora va des de la generació de bots electrònics fins a l'èxtasi coral. Tot és brillant, eficaç, escaient de manera adequada, fins i tot si envia la multitud de l'obra mestra a la farmaciola per Dramamine."
De Veer va compondre la música del thriller conspiranoic de Channel 4 Utopia (creada per Dennis Kelly), per la qual va guanyar un premi de la Royal Television Society a la "millor música original" el novembre de 2013. "La banda sonora original de la hiperrealitat, i a diferència del que hem escoltat abans, el treball del guanyador va desdibuixar les línies entre el disseny de so i la partitura, creant una banda sonora que el jurat va dir que sentia com si es tocava dins del seu cap." Novament per un Premi RTS el 2014, la música de la segona temporada va guanyar el premi Music & Sound Award el 2015 en la categoria de millor banda sonora original de televisió. El seu treball a Utopia també fou nominat al Televisual Magazine's Bulldog Award a la millor música.
A principis del 2014, De Veer va completar la música per al programa de televisió Série noire, emesa a ICI Radio-Canada Télé. L'Acadèmia Canadenca de Cinema i Televisió li va atorgar 2 Prix Gémeaux a la millor música original i al millor tema musical el mateix any i de nou el 2016 per la segona temporada. També va acabar els treballs de la sèrie de la BBC Jamaica Inn, dirigida per Phillipa Lowthorpe (premi BAFTA per Call the Midwife).
De Veer va compondre el tema de la coproducció d'AMC/Channel 4 Humans en la seva primera temporada, que es va convertir en el drama de major èxit del Channel 4 en vint anys.
El 2016 de Veer va compondre la banda sonora del seu primer llargmetratge, The Girl with All the Gifts, que va obrir el Festival Internacional de Cinema de Locarno. La seva música va guanyar a la categoria de Millor Música Original al Festival international du film fantastique de Gérardmer, França, el 2017, i va ser reconeguda entre aficionats i crítics. Paramount Pictures va utilitzar el tema d'obertura, Gifted, per al tràiler final del remake de Pet Sematary (2019) i Playstation per al seu videojoc Call of Cthulhu.

No va poder continuar la temporada següent d'Humans, perquè es va unir de nou amb Marc Munden per treballar a National Treasure, drama en quatre parts del Channel 4 inspirat en l'Operació Yewtree, la investigació policial sobre l'abús sexual perpetrat per Jimmy Savile i denúncies contra altres personalitats dels mitjans. La minisèrie de televisió va tenir un gran èxit a Europa, guanyant diversos premis, a més d'un BAFTA i una FIPA D'OR al Festival Internacional de Programes Audiovisuals de Biarritz per la partitura original de Cristo.
La sèrie de BBC America Dirk Gently's Holistic Detective Agency va trobar una forta base de fans el 2016, que encara espera que es publiqui un àlbum de la banda sonora. A causa de la forta càrrega de treball de Cristo, no va poder treballar la segona temporada.
En el mateix any, Amazon Prime va oferir a Cristo treballar en dos episodis de la sèrie d'antologia Philip K. Dick's Electric Dreams. Va treballar a Human Is, protagonitzat per Bryan Cranston i Crazy Diamond, protagonitzat per Steve Buscemi, qui fou nominat al Primetime Emmy Award l'any següent.
Cristo també va compondre la banda sonora de la temporada 4 final de la sèrie negra futurista de culte de Netflix Black Mirror creada i escrita per Charlie Brooker i Annabel Jones. L'episodi es titula Black Museum amb Letitia Wright, coneguda pels seus papers a Black Panther (pel·lícula) i Avengers: Infinity War al costat de Douglas Hodge.
SOCAN li va concedir el premi SOCAN International Achievement Award a la tardor del 2017, marcant la primera vegada que un compositor de cinema i televisió ha estat guardonat amb el premi. Els beneficiaris anteriors del premi han estat bandes com Arcade Fire.
L'innovador Festival Internacional de Canes CannesSeries va convidar Cristo a formar part del jurat per a la seva primera edició el 2018, al costat de l'estrella de The Wire Michael Kenneth Williams, l'actriu alemanya Paula Beer, la guanyadora de la Palma d'Or Melisa Sozen, la guionista i directora francesa Audrey Fouché coneguda per Borgias i Harlan Coben, creadora de Safe.
Cristo va fer el seu segon llargmetratge a finals del 2018, una adaptació de la novel·la negra d'Antonio Orejudo
Ventajas de viajar en tren, dirigida per Aritz Moreno i produïda per Morena Films a Espanya. Fou protagonitzada per Luis Tosar, Pilar Castro, Javier Botet i moltes més. La pel·lícula va competir en la secció oficial del Festival Internacional de Cinema Fantàstic de Catalunya l'octubre de 2019 i fou llançada per Filmax el 8 de novembre de 2019.
El 19 de gener de 2018 de Veer va estrenar música a través de Lakeshore Records per un episodi de Black Mirror, titulat "Black Museum".
El 2021, va guanyar dos premis Primetime Emmy per la sèrie d'HBO The White Lotus (un per la música del títol principal, l'altre pel seu treball com a puntuació de la sèrie) i un premi de la Societat de Compositors i Lletristes.  L'any següent, va gravar la pel·lícula de terror sobrenatural Smile, dirigida per Parker Finn.